# Tricentra pyrbola
Tricentra pyrbola är en fjärilsart som beskrevs av Louis Beethoven Prout 1936. Tricentra pyrbola ingår i släktet Tricentra och familjen mätare. Inga underarter finns listade i Catalogue of Life.